# 山西國際電力
山西國際電力集團有限公司，簡稱山西國際電力集團，以及山西國際電力（英語：Shanxi International Electricity Group Company Limited），现为晋能集团有限公司的全资子公司。山西国际电力的前身是1989年由山西省人民政府設立的「山西省地方电力公司」，2002年改制成为山西國際電力集團有限责任公司。2013年，山西省政府将山西煤炭运销集团有限公司和山西国际电力集团有限公司合并重组为晋能有限责任公司（旋即改名晋能集团有限公司），山西国际电力成为晋能集团的全资子公司。
董事長為劉建中，總部位於山西省太原市劲松北路27号(030002) 。
業務在國內經營电力、燃气、金融、投資等各類行業。
而旗下上市公司山西通宝能源股份有限公司，則在1996年於上海上市。